# David Tattersall
David Tattersall, BSC (nascido em 14 de novembro de 1960) é um diretor de fotografia britânico. Ele trabalhou em muitos filmes de grande orçamento e foi nomeado para um Emmy Award por sua cinematografia na série Jovem Indiana Jones Chronicles . Dois das suas mais notáveis colaborações incluem trabalhar com os diretores de cinema George Lucas e Frank Darabont.

## Anos iniciais
Ele estudou na Goldsmiths College , em Londres, recebendo um bacharel em primeira classe na Belas Artes. Ele passou a estudar na National Film and Television School em Beaconsfield, em Buckinghamshire.

## Filmes selecionados
- Radioland Murders (1994)
- Theodore Rex (1995)
- The Wind in the Willows (1996)
- Con Air (1997)
- Soldier  (1998)
- Star Wars: Episode I – The Phantom Menace (1999)
- The Green Mile (1999)
- Vertical Limit (2000)
- The Majestic (2001)
- Star Wars: Episode II – Attack of the Clones (2002)
- Die Another Day (2002)
- Lara Croft Tomb Raider: The Cradle of Life (2003)
- XXX: State of the Union (2005)
- Star Wars: Episode III – Revenge of the Sith (2005)
- The Hunting Party (2007)
- Next (2007)
- Speed Racer (2008)
- The Day The Earth Stood Still (2008)
- Tooth Fairy (2010)
- Seeking Justice (2011)
- Gulliver's Travels (2011)
- Journey 2: The Mysterious Island (2012)
- 7500 (2013)
- Paranoia (2013)
- Romeo and Juliet (2013)
- 7500 (2014)
- The Longest Ride (2015)
- The Foreigner (2016)
- Death Note (2017)

## Trabalho selecionado na televisão
- The Young Indiana Jones Chronicles (1992–1993)
- The Walking Dead (2010)
- Mob City (2013)
- Outcast (2016)